# Charlotte, Mare Ducesă de Luxemburg
Mare Ducesă Charlotte I, Mare Ducesă de Luxemburg (n. 23 ianuarie 1896, Colmer-Bierg⁠(d), Luxemburg, Luxemburg – d. 9 iulie 1985, Fischbach Castle⁠(d), Luxemburg, Luxemburg), a fost a doua fiică a lui William al IV-lea, Mare Duce de Luxemburg și a soției sale, Marie Anne de Braganza.
La 12 noiembrie 1964 a abdicat în favoarea fiului său, Jean, care a domnit până în anul 2000. Charlotte a murit la 9 iulie 1985, de cancer. A fost înmormântată la Cripta Ducală de la Catedrala Notre-Dame din Luxembourg.

## Căsătorie și copii
La 6 noiembrie 1919, la Luxemburg, s-a căsătorit cu Prințul Felix de Bourbon-Parma, un verișor primar din partea mamei. (Atât Charlotte cât și Felix au fost nepoți ai regelui Miguel I al Portugaliei prin fiicele lui Maria Anna și respectiv Maria Antonia.) Împreună au avut șase copii:
| Nume                                             | Data nașterii     | Data decesului    | Soți(i)                                              |
| ------------------------------------------------ | ----------------- | ----------------- | ---------------------------------------------------- |
| Jean, Mare Duce de Luxembourg                    | 1921              | 2019 (98 de ani)  | Prințesa Joséphine Charlotte a Belgiei (1927–2005)   |
| Elisabeta, Ducesă de Hohenberg                   | 22 decembrie 1922 | 22 noiembrie 2011 | Franz, Duce de Hohenberg (1927–1977)                 |
| Marie Adelaide, Contesă Henckel von Donnersmarck | 21 mai 1924       | 28 februarie 2007 | Karl Josef Graf Henckel von Donnersmarck (1928–2008) |
| Marie Gabriele, Contesă de Holstein-Ledreborg    | 2 august 1925     | 2023 (98 de ani)  | Knud Johan, Conte de Holstein-Ledreborg (1919–2001)  |
| Carol, Prinț de Luxemburg                        | 7 august 1927     | 26 iulie 1977     | Joan Douglas Dillon (b. 1935)                        |
| Alix, Prințesă de Ligne                          | 24 august 1929    | 2019 (90 de ani)  | Antoine, Prinț de Ligne (1925–2005)                  |